# Rózsakő
A Rózsakő a Badacsonyon, a Kisfaludy-ház felett található hatalmas asztalszerű bazalttömb. Valamikor a régmúltban gurulhatott le a hegy oldaláról. Nevét Szegedy Rózáról kapta, aki a hagyományok szerint Kisfaludy Sándorral szokott rajta üldögélni. Valószínűleg ez magyarázza a vele kapcsolatban született legendát is: „Hogyha egy leány meg egy legény ráül a kőre, háttal a Balatonnak, egymás kezét fogva, még abban az évben egymáséi lesznek. De az is elég, ha a leány ül a kőre háttal a tónak, rágondol szerelmesére és felsóhajt. Akire gondol, annak a szíve érte fog dobogni.”